# Zoe (satélite)

Dois corpos com massa semelhante em órbita em torno de um baricentro comum (cruz vermelha) com órbitas elípticas. A interação de Logos e Zoe é semelhante a este.

Zoe oficialmente denominado de (58534) Logos I Zoe, que anteriormente usou a designação provisória S/2001 (58534) 1, é um satélite natural do corpo celeste denominado de Logos. Na realidade Zoe e Logos formam um sistema binário com os componentes de tamanho comparável que orbita o baricentro numa órbita moderadamente elíptica.

## Descoberta
O satélite foi descoberto no dia 17 de novembro de 2001 a partir de observações realizadas com o Telescópio Espacial Hubble feitas por K. S. Noll, D. C. Stephens, W. M. Grundy, J. Spencer, R. L. Millis, M. W. Buie, D. Cruikshank, S. C. Tegler e W. Romanishin. Sua descoberta foi anunciada em 11 de fevereiro de 2002.

## Características físicas
Ele é um objeto transnetuniano que tem cerca de 66 km de diâmetro e orbita Logos a uma distância média de 8217 ± 42 km em 309,9 ± 0,2 dias, possui uma excentricidade de 0,546 ± 0,008 e inclinação de 95,43 ± 0,47°.